# Zastava Moldavske SSR
Zastava Moldavske SSR je zastava Moldavije za vrijeme SSSR. Ona bazira na današnjoj zastavi Pridnjestrovlja. Zastava je crvena sa horizontalnom, zelenom linijom u sredini, a u gornjem lijevom uglu nalaze se srp i čekić. Ova zastava nije više u upotrebi, osim u Pridnjestrovskoj Moldavskoj Republici.

## Galerija
- 1941—1952

## Spoljašnje veze
- Zastava Moldavske SSR (1)
- Zastava Moldavske SSR (2)
- Zastava Moldavske SSR (3) Архивирано на веб-сајту  (30. јул 2017)